# 平葉偏蒴蘚
平葉偏蒴蘚（学名：Ectropothecium zollingeri）为灰蘚科偏蒴蘚屬下的一个种。

## 扩展阅读
- 維基物種上的相關：平葉偏蒴蘚